# Peter Kortmann
Peter Kortmann (* 14. August 1961 in Paderborn) ist ein ehemaliger deutscher Basketballspieler und jetziger -trainer.

## Laufbahn

### Spieler
Kortmann lief während seiner Spielerkarriere für den BC70 Soest in der Oberliga auf und fungierte als Spielertrainer, 1987 stieg er mit den Neuköllner Sportfreunden in die 2. Basketball-Bundesliga auf, ab 1988 war er neben seiner Spielertätigkeit auch Co-Trainer der Berliner Mannschaft. Später gehörte Kortmann noch zum Aufgebot des Regionalligisten TV Salzkotten.

### Trainer
Im Spieljahr 1995/96 betreute er die Herrenmannschaft des BC 70 Soest als Cheftrainer in der Oberliga, von 1996 bis 1998 war er Herrentrainer beim SVD 49 Dortmund (Regionalliga), dann in der Saison 1998/99 beim UBC Münster (ebenfalls Regionalliga). Bei beiden Vereinen war Kortmann zeitgleich auch in der Jugendarbeit tätig. In der Saison 1999/2000 trainierte er den Nachwuchs des TV Salzkotten, es folgten von 2000 bis 2003 drei Jahre in Diensten des TV Werne, wo er die Regionalliga-Herren als Trainer anleitete und ebenfalls im Nachwuchsbereich engagiert war. Im Zeitraum 2003 bis 2006 saß Kortmann beim Regionalligisten TV Salzkotten auf der Bank und trainierte im Rahmen der örtlichen Jugendkooperation die U18-Jugendmannschaft der Paderborn Baskets.
Im Jahr 2006 arbeitete Kortmann für den iranischen Basketballverband und fungierte als Nationaltrainer der U18-Auswahl des Landes. Er blieb im Ausland tätig und war von 2006 bis 2008 als Cheftrainer des luxemburgischen Erstligisten AS Zolwer im Amt. 2008 übernahm er den Cheftrainerposten beim Damen-Bundesligisten SV Halle und wurde zusätzlich in die Nachwuchsarbeit eingebunden. 2009 führte er die Hallenserinnen ins Halbfinale um die deutsche Meisterschaft. Ende Juni 2011 endete sein Vertrag in Halle.
Im Spieljahr 2011/12 war Kortmann Cheftrainer des Damen-Bundesligisten Osnabrücker SC. Die Niedersächsinnen erreichten unter seiner Führung das Halbfinale des deutschen Pokalwettbewerbs. Es folgte ein Jahr als Trainer der ChemCats Chemnitz in der zweiten Damen-Bundesliga mit dem Gewinn des Meistertitels. Nach dem Ende seiner Amtszeit in Sachsen wechselte er 2013 innerhalb der zweiten Liga zu Grüner Stern Keltern, Ende Januar 2015 kam es zur Trennung. Von Anfang Februar 2015 bis zum Ende der Spielzeit 2014/15 stand er einige Monate lang als Trainer in Diensten des TuS Bad Aibling (ebenfalls 2. Bundesliga). Im Sommer 2015 trat er die Stelle des Cheftrainers der Rhein-Main Baskets an. Neben seiner Tätigkeit in der zweiten Damen-Bundesliga wurde er zusätzlich im Jugendbereich des TV 1862 Langen tätig.
Im Mai 2018 wurde Kortmann als neuer Trainer des Damen-Bundesligisten Eintracht Braunschweig, der sich kurz vorher mit Zweitligameister Wolfpack Wolfenbüttel zusammengetan hatte, vorgestellt. Er blieb bis zum Ende der Saison 2018/19, in der er die Niedersächsinnen in die Meisterrunde geführt hatte, im Amt. Am 1. Juni 2019 trat er eine hauptamtliche Trainerstelle bei der BG Bonn 92 an und war dort im Mädchen- und Damenbereich tätig. Er blieb bis Anfang März 2020 im Amt. Ende April 2020 gab der Damen-Bundesligist SV Halle Lions Kortmanns Verpflichtung bekannt. Er kehrte damit an eine frühere Wirkungsstätte zurück. Am 8. Februar 2021 gaben die Halle Lions die Trennung von Kortmann bekannt. Kortmann übernahm im Sommer 2021 Traineraufgaben beim Verein Jade Giants in Wilhelmshaven, nachdem er aus privaten Gründen in die Gegend gezogen war.